# Wiedza ukryta
Wiedza ukryta, wiedza milcząca, wiedza cicha, wiedza niejawna – pojęcie, które do filozofii nauki wprowadził Michael Polanyi, pozostając pod wpływem metody przykładów paradygmatycznych Wittgensteina i kwestionując utożsamianie całości wiedzy z wiedzą zwerbalizowaną. Argumentował on, że możemy wiedzieć więcej, niż umiemy wypowiedzieć, czyli że istnieje wiedza personalna, którą trudno wyartykułować lub przekazać komuś innemu. Pojęcie to jest obecnie ważne w dziedzinie zarządzenia wiedzą.
Jest to rodzaj wiedzy wykorzystywanej w codziennych działaniach, której istoty nie do końca jednak można określić, przez co formalizacja i przekazywanie innym osobom wiedzy ukrytej jest bardzo utrudnione; zaliczane jest do niej tak zwane know-how (czyli „wiedzieć jak”, w kontraście do know-what (znajomość faktów), know-why (wiedza naukowa), czy know-who (powiązania społeczne)).

## Przykład
Przykładem wiedzy ukrytej może być wiedza, jak się jeździ na rowerze. Trudno tę wiedzę wyartykułować. Wiedza milcząca może być czasem wyrażona – ale wciąż niemożliwe jest nauczenie się jazdy na rowerze przez studiowanie zasady, że:

W celu kompensacji danego kąta braku balansu (α), należy wybrać łuk jazdy, skierowany w stronę braku balansu, z promieniem (r) proporcjonalnym do prędkości ruchu (v) do kwadratu, podzielonej przez kąt braku balansu r~v2/α

Wiedzy ukrytej nie należy identyfikować z umiejętnościami manualnymi lub motorycznymi. Polanyi używa pojęcia wiedzy milczącej w celu zrozumienia paradoksu Menona (Szukać rozwiązania problemu to absurd; ponieważ albo wiesz, czego szukasz, i wtedy nie ma problemu; albo nie wiesz, czego szukasz, a wtedy nie możesz oczekiwać, że cokolwiek znajdziesz).

## Zastosowanie
Zdaniem Polanyi'ego wiedza ukryta tłumaczy: (1) prawdziwe rozpoznanie problemu; (2) zdolność do poszukiwań naukowych przez wyczucie kiedy rozwiązanie staje się bliższe; (3) przeczucie niemożliwych jeszcze do wypowiedzenia przyszłych implikacji końcowego odkrycia.